# Isolde Karle

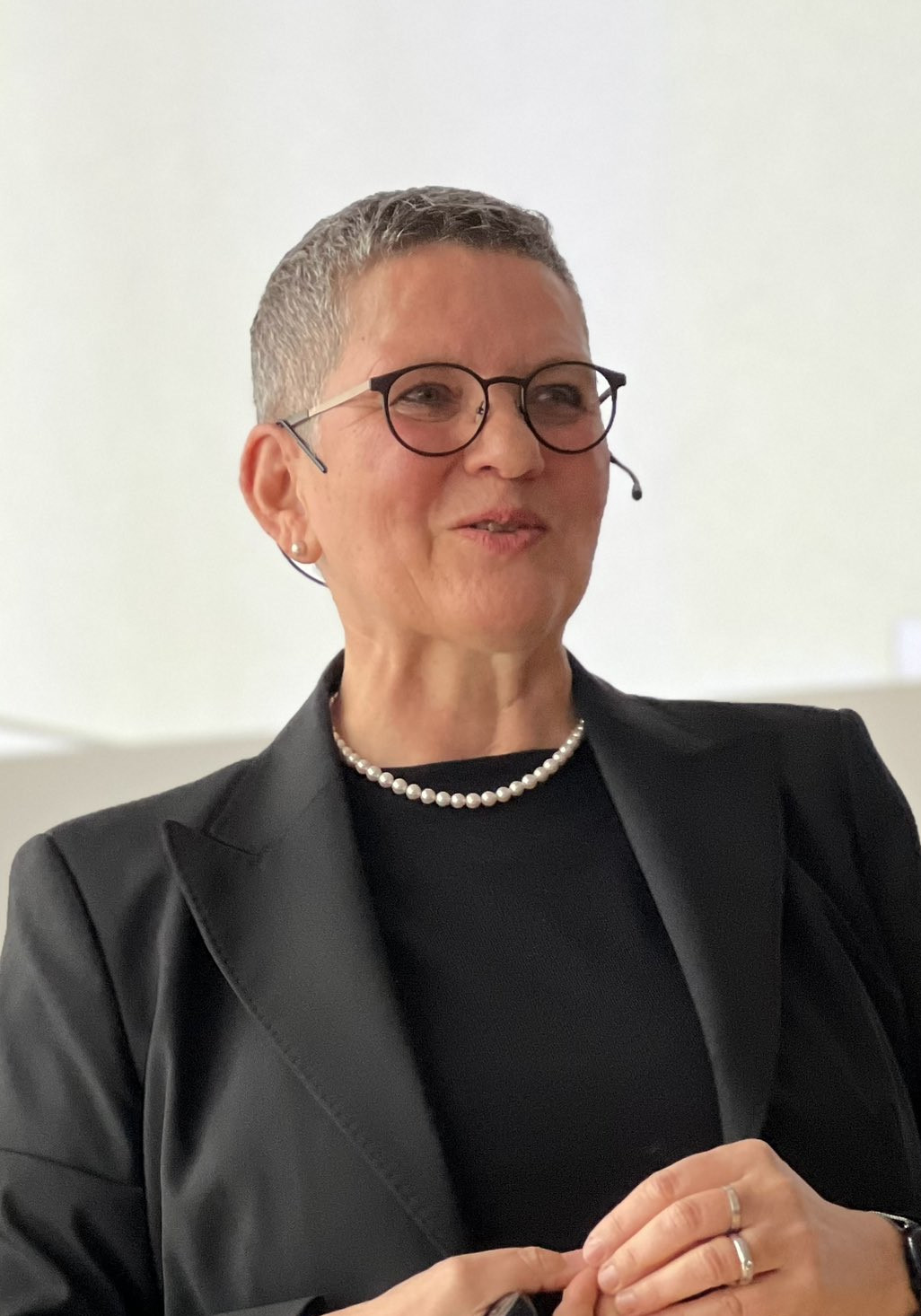
Isolde Karle (2023)

Isolde Karle (* 22. August 1963 in Schwäbisch Hall) ist eine deutsche evangelische Theologin. Seit 2001 ist sie Professorin für Praktische Theologie an der Ruhr-Universität Bochum. Seit 2015 ist sie Direktorin des neu gegründeten Instituts für Religion und Gesellschaft. Seit 2021 ist sie zudem Prorektorin für Diversität, Inklusion und Talententwicklung der Ruhr-Universität Bochum und setzt sich für die Wahrnehmung und Förderung von Diversität mit vielen Maßnahmen und einer Diversitätsstrategie, die sie u. a. auch mit den Universitäten in der Universitätsallianz Ruhr zusammen entwickelt, ein.

## Leben
Isolde Karle studierte evangelische Theologie in Tübingen, Cambridge (Massachusetts/USA) und Münster. Nach ihrem ersten kirchlichen Examen 1992 in Tübingen war sie drei Jahre wissenschaftliche Mitarbeiterin am Institut für Praktische Theologie an der Christian-Albrechts-Universität zu Kiel. Dort wurde sie 1996 mit der Dissertation „Seelsorge in der Moderne. Eine Kritik der psychoanalytisch orientierten Seelsorgelehre“ promoviert. Im Anschluss an Vikariat und Ordination habilitierte sie sich an der Evangelisch-Theologischen Fakultät der Rheinischen Friedrich-Wilhelms-Universität Bonn mit der Monographie „Der Pfarrberuf als Profession. Eine Berufstheorie im Kontext der modernen Gesellschaft“ (2000). Seit November 2001 ist Karle Professorin für Praktische Theologie an der Ruhr-Universität Bochum. Seit 2003 ist sie Universitätspredigerin, von 2009 bis 2011 war sie Dekanin der Evangelisch-Theologischen Fakultät. Im Herbst 2014 erhielt Isolde Karle einen Ruf an die Humboldt-Universität zu Berlin, den sie 2015 ablehnte. Seit 2017 ist sie Sprecherin der Professorenfraktion im Senat der Ruhr-Universität Bochum.
Als Direktorin des Instituts für Religion und Gesellschaft intensiviert Isolde Karle den interdisziplinären Dialog zur Erforschung des Verhältnisses von Religion und Gesellschaft. Sie ist seit 2001 Mitglied der Wissenschaftlichen Gesellschaft für Theologie, seit 2002 Mitglied der International Academy of Practical Theology (IAPT), seit 2016 Mitglied der Societas Homiletica, seit 2017 Mitglied der Ständigen Konferenz für Seelsorge in der EKD, seit 2017 im Präsidium des ökumenischen Kirchentags und seit 2018 Mitglied der Rudolf-Bultmann-Gesellschaft für hermeneutische Theologie. Ferner ist sie Mitherausgeberin der Zeitschrift „Evangelische Theologie“. Von 2006 bis 2010 war Karle Mitherausgeberin der Göttinger Predigten im Internet. Seit 2011 ist Karle Mitglied im wissenschaftlichen Beirat der Zeitschrift „Spiritual Care – Zeitschrift für Spiritualität in den Gesundheitsberufen“.
Isolde Karle ist seit November 2021 Prorektorin für Diversität, Inklusion und Talententwicklung an der Ruhr-Universität Bochum.
Isolde Karle ist verheiratet und hat zwei Kinder.

## Lehre
Nach der Professionsschrift ist Karle 2006 mit einer Monographie über den Konstruktionscharakter der Geschlechtsidentitäten („Da ist nicht mehr Mann noch Frau“) hervorgetreten. Karle rezipiert die sozialwissenschaftliche, insbesondere angelsächsische Gendertheorie für die Theologie. In der Konsequenz tritt sie ein für die kirchliche Trauung homosexueller Paare, für das volle Adoptionsrecht gleichgeschlechtlicher Elternteile und für das Wohnrecht gleichgeschlechtlicher Lebenspartnerschaften im Pfarrhaus. Prinzipiell geht es ihr im Anschluss an die neutestamentliche Taufformel „Da ist nicht mehr Mann noch Frau“ (Gal 3,28) um Genderidentitäten jenseits kultureller Zwänge und Gendernormen. 2010 hat Karle eine Monographie zu den derzeit angestrebten kirchlichen Reformprozessen veröffentlicht („Kirche im Reformstress“), die vielfältige Diskussionen ausgelöst hat. Zu den kirchlichen Reformprozessen führte Karle auch ein vergleichendes DFG-Forschungsprojekt mit den Religionssoziologen Detlef Pollack und Karl Gabriel (beide Münster) durch. Darüber hinaus befasst sie sich in der Forschung weiterhin mit poimenischen Fragen, aber auch mit Fragen von Krankheit, Körperlichkeit, Sexualität und Ehe. 2014 erschien dazu ihre Monographie „Liebe in der Moderne“, in der Karle die soziologische Analyse mit sozialethischen und praktisch-theologischen Perspektiven verbindet.
2020 erschien das Lehrwerk zur Praktischen Theologie. Das Lehrbuch bietet eine Gesamtdarstellung des Faches Praktische Theologie. Historische Perspektiven kommen dabei ebenso zur Geltung wie die Vielfalt aktueller Diskurse. Das Lehrwerk ist interdisziplinär angelegt. Fragen zu Religion, Identität, Lebensführung, Biographie, Kirche, Kommunikation und Gesellschaft werden sozialwissenschaftlich analysiert, bevor sie in einem theologischen Horizont gedeutet werden. Das Lehrwerk besteht aus zehn Kapiteln. Es beginnt mit einer Reflexion zum Selbstverständnis des Faches (1) und geht sodann der Funktion von Religion (2), Kirche (3) und Pfarrberuf (4) in der Moderne nach. Den Hauptteil bilden die großen Subdisziplinen der Praktischen Theologie: Homiletik (5), Liturgik (6), Poimenik (7) sowie die Theorie der Kasualien (8). Abgeschlossen wird das Lehrwerk durch Ausführungen zur Diakonie (9) und zur religiösen Medienkommunikation (10). Martin Weeber fasst in seiner Rezension zusammen: „Isolde Karles Buch nimmt nach Umfang und Niveau den Rang ein, den sich vor über 30 Jahren Dietrich Rösslers Grundriss der Praktischen Theologie erworben hat: Ein Klassiker von Anfang an.“

## Kontroverse um Olaf Latzel
Im Mai 2022 sagte Isolde Karle als theologische Gutachterin in einem Berufungsverfahren vor dem Landgericht Bremen gegen den Bremer Pastor Olaf Latzel wegen dessen umstrittener Aussagen zur Homosexualität aus: „Biblisch ist nicht gleich homophob und genderfeindlich“. Vor Gericht erklärte sie, es sei weitgehend Konsens in der evangelischen Wissenschaft, dass Homosexualität keine Sünde sei. Man wisse vielmehr, dass sie nicht widernatürlich und Teil der Schöpfung sei. Karle warf Latzel vor, „mit seinen Äußerungen auf unverantwortliche Weise Vertrauen zerstört und Hass verbreitet zu haben und den Aufgaben eines Pfarrers nicht gerecht geworden“ zu sein. Das Gericht lehnte am 16. Mai 2022 auf Antrag der Verteidigung Isolde Karle als Gutachterin ab, da sie Latzels Aussagen zu seinem Nachteil ausgelegt habe, seine Eignung für den Pfarrerberuf in Frage stelle und unzulässige rechtliche Wertungen vorgenommen habe. Latzel wurde eine Woche später freigesprochen. Laut EPD/GEP wünschte Karle auch nach Latzels Freispruch, dass sich die evangelischen Kirchenleitungen deutlich von Latzels Äußerungen distanzieren mögen und die bremische Landeskirche nach Wegen suche, den Pastor zu disziplinieren.

## Schriften (Auswahl)
Als Autorin:
- Seelsorge in der Moderne. Eine Kritik der psychoanalytisch orientierten Seelsorgelehre. Neukirchen-Vluyn 1996
- Der Pfarrberuf als Profession. Eine Berufstheorie im Kontext der modernen Gesellschaft. Gütersloh 2001, 3. Aufl. Stuttgart 2011 (mit neuem Vorwort)
- „Da ist nicht mehr Mann noch Frau…“. Theologie jenseits der Geschlechterdifferenz. Gütersloh 2006
- Kirche im Reformstress. Gütersloh 2010, 2. Auflage 2011
- Liebe in der Moderne. Körperlichkeit, Sexualität und Ehe. Gütersloh 2014
- Praktische Theologie (LETh 7). Leipzig 2020, 2. korr. Aufl. 2021

Als Herausgeberin:
- Kirchenreform. Interdisziplinäre Perspektiven (APrTH 41). Leipzig 2009
- mit Günter Thomas: Krankheitsdeutung in der postsäkularen Gesellschaft. Theologische Ansätze im interdisziplinären Gespräch. Stuttgart 2009
- mit Anna Henkel, Gesa Lindemann und Micha Werner: Dimensionen der Sorge. Soziologische, philosophische und theologische Perspektiven. Baden-Baden, 2016
- mit Anna Henkel, Gesa Lindemann und Micha Werner: Sorget nicht – Kritik der Sorge. Dimensionen der Sorge. Baden-Baden 2019
- mit Andrea Bieler, HyeRan Kim-Cragg und Ilona Nord: Religion and Migration. Negotiating Hospitality, Agency and Vulnerability. Leipzig 2019
- mit Niklas Peuckmann: Seelsorge in der Bundeswehr. Perspektiven aus Theorie und Praxis. Leipzig 2020
- mit Beate Hofmann, Tom Kleffmann und Malte Dominik Krüger: Welche Zukunft hat die Kirche? Aktuelle Perspektiven evangelischer Theologie. Tübingen 2022
- mit Reiner Anselm, Ulrich Lilie und Hendrik Meyer-Magister:  Was tun, wenn es unerträglich wird? Die Frage nach dem assistierten Suizid als Herausforderung für Kirche und Diakonie. Gütersloh 2023